# Joaquín Mas-Guindal

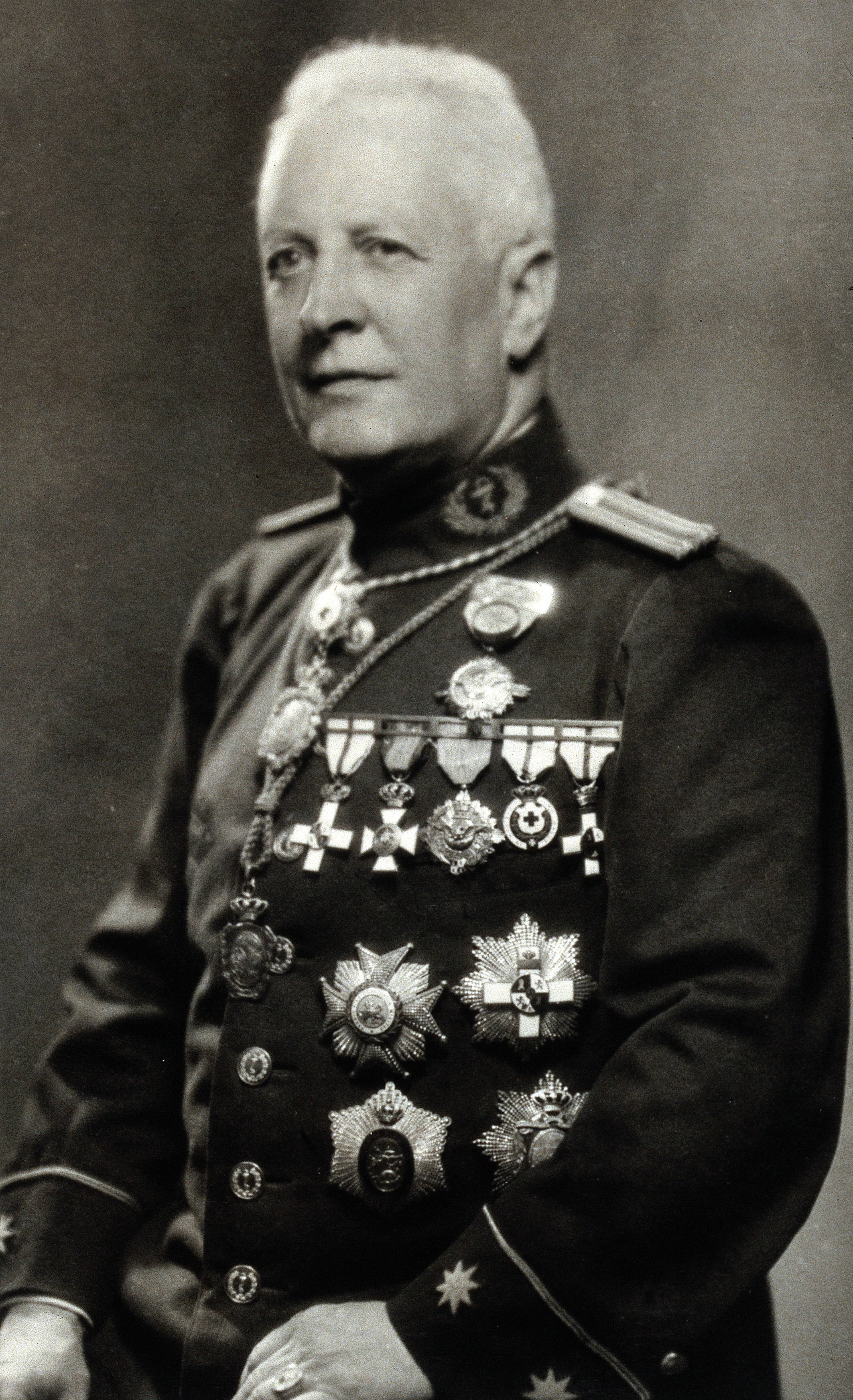

Joaquín Mas-Guindal y Meseguer (1875-1945), farmacéutico y militar español. Vicepresidente de la Real Academia de Farmacia. Coronel farmacéutico y exjefe de los Servicios Farmacéuticos de Marruecos. Miembro de honor de corporaciones científicas de Cuba, Argentina, Brasil, Venezuela y Oporto. 

## Obras
- Alteraciones y conservación de los medicamentos (1904)
- Curso de conferencias sobre el Protectorado español en Marruecos V La flora (1930)
- Las Plantas oleaginosas: sus productos y aplicaciones (1942)
- Vademécum de botánica (1942)
- La adelfa o baladre (1942)
- Los castaños en general: su utilidad práctica (1944)
- Datos para el conocimiento de la flora de la Guinea Española (1944)[1]
- Plantas tintóreas, taníferas y cauchíferas (1945)
- Árboles cultivados y aplicaciones poco conocidas: divulgaciones botánicas (1945)
- Memorandum de sinonimias. Procedencias, nombres científicos y vulgares de los productos químicos, vegetales ó animales,      plantas y sus partes y preparaciones de aplicación a la Farmacia (1901)